# Lithops viridis
Lithops viridis H.A.Lückh. è una pianta succulenta appartenente alla famiglia Aizoaceae, endemica del Sudafrica.

## Descrizione
Le sue due foglie succulente e separate nettamente tra loro, servono per mimetizzarsi nell'ambiente circostante, evitando in questo modo d'essere vista da eventuali animali "predatori". Il suo fiore, molto simile a una margherita, si chiude durante la notte (esattamente come le altre specie appartenenti al genere Lithops).